# Гётце, Феликс
Феликс Гётце (нем. Felix Götze; род. 11 февраля 1998, Мемминген, Бавария) — немецкий футболист, защитник клуба «Падерборн 07».
Феликс — младший брат футболистов Марио и Фабиана.

## Клубная карьера
Гётце — воспитанник дортмундской «Боруссии» и «Баварии». В 2016 году он был включён в заявку на сезон последней, но из-за высокой конкуренции так и не дебютировал за основной состав, играя за дублёров. Летом 2018 года в поисках игровой практики Гётце перешёл в «Аугсбург», подписав контракт на 4 года. 1 сентября в матче против мёнхенгладбахской «Боруссии» он дебютировал в Бундеслиге. 25 сентября в поединке против своего родного клуба «Баварии» Феликс забил свой первый гол за «Аугсбург».

## Международная карьера
В 2017 году Гётце в составе юношеской сборной Германии принял участие в юношеском чемпионате Европы в Грузии. На турнире он сыграл в матче против команды Англии.